# Oligoxystre bolivianum
Oligoxystre bolivianum là một loài nhện trong họ Theraphosidae.
Loài này thuộc chi Oligoxystre. Oligoxystre bolivianum được miêu tả năm 2001 bởi Vol.